# Boarmia propinquaria
Boarmia propinquaria är en fjärilsart som beskrevs av Walker 1860. Boarmia propinquaria ingår i släktet Boarmia och familjen mätare. Inga underarter finns listade i Catalogue of Life.